# Qaḑā' Wādī ‘Arabah
Qaḑā' Wādī ‘Arabah (arabiska: قضاء وادي عربة) är en kommun i Jordanien.   Den ligger i guvernementet Akaba, i den sydvästra delen av landet, 200 km söder om huvudstaden Amman.